# Alejandra Valencia
Alejandra Valencia Trujillo (ur. 17 października 1994 w Hermosillo) – meksykańska łuczniczka, reprezentująca swój kraj na igrzyskach panamerykańskich oraz igrzyskach olimpijskich. Brązowa medalistka igrzysk w Tokio. Dwukrotna wicemistrzyni świata.
W 2011 zdobyła dwa złote medale igrzysk panamerykańskich w Guadalajarze. W tym samym roku sięgnęła po indywidualny brąz podczas mistrzostw świata kadetów.
W 2012 reprezentowała Meksyk na igrzyskach olimpijskich w Londynie. W konkursie indywidualnym odpadła w drugiej rundzie, a w rywalizacji drużynowej Meksykanki w ćwierćfinale uległy Japonkom.
W 2017 roku zdobyła dwa brązowe medale letniej uniwersjady w Tajpej. Jeden indywidualnie, a drugi w mikście z Jorge Ocielem Nevárezem.